# Togo en los Juegos Olímpicos de Sochi 2014
Togo estuvo representado en los Juegos Olímpicos de Sochi 2014 por dos deportistas femeninas que compitieron en dos deportes.
La portadora de la bandera en la ceremonia de apertura fue la esquiadora de fondo Mathilde-Amivi Petitjean. El equipo olímpico togolés no obtuvo ninguna medalla en estos Juegos.